# قاسم صادقی
قاسم صادقی (۱۳۱۵) نماینده حوزه مشهد استان خراسان در مجلس اول شورای اسلامی بود.
| دوره نمایندگی | تعداد رای | درصد آراء |
| ------------- | --------- | --------- |
| اول           | ۳۷۴٬۳۱۳   | ۵۹٫۶      |